# William Penney
William George Penney (24 de junio de 1909-3 de marzo de 1991) fue un físico y matemático británico. Ayudó al desarrollo de la bomba atómica estadounidense y británica.
Nació en Gibraltar, lugar donde su padre estuvo al servicio del ejército británico. Estudió física en el Imperial College London, graduándose en 1929. En la Universidad de Wisconsin realizó un máster en los años 1931-1933, para posteriormente doctorarse en el Trinity College de Cambridge en 1935. Tras ello regresó al Imperial College para, entre 1936 y 1945, ejercer de profesor asistente de matemáticas.
Después de que el gobierno británico solicitara su ayuda en varias ocasiones, en 1944 fue a Los Álamos para trabajar en el Proyecto Manhattan junto a otros 19 científicos británicos. Allí fue oficial científico del departamento de investigación científica e industrial, y ayudó al desarrollo de la bomba atómica estadounidense. En 1946 fue nombrado superintendente jefe de investigación armamentística por el gobierno británico, supervisando el desarrollo de la bomba atómica británica. El 3 de octubre de 1952 dirigió la primera prueba nuclear británica en la isla Monte Bello (Australia).
En 1952 fue nombrado caballero, y entre 1953 y 1959 dirigió la investigación de armas atómicas. Presidió la Autoridad para la Energía Atómica del Reino Unido (UKAEA) entre 1964 y 1967.
Penney también realizó investigaciones sobre la estructura molecular. Formuló el llamado modelo de Kronig-Penney, el cual describe, mediante un modelo idealizado, los estados energéticos de un electrón libre en una estructura cristalina.